# شو هایامی
شو هایامی (انگلیسی: Show Hayami; ۲ اوت ۱۹۵۸ – ) خواننده، صداپیشه، و بازیگر اهل ژاپن بود. وی از سال ۱۹۸۰ میلادی تاکنون مشغول فعالیت بوده‌است.